# Подземная радиосвязь
Подзе́мная радиосвя́зь, подзе́мное ра́дио (англ. Underground Radio) — технология, позволяющая передавать сигнал сквозь толщи породы.
Разработана в Советском Союзе в середине 1970-х годов, и затем позже — физиком Дэвидом Ригором (David Reagor) из Лос-Аламосской национальной лаборатории. 
Первый передатчик подземной радиосвязи был запущен в 1982 году на Североуральском бокситовом руднике. В Советском Союзе системы подземной радиосвязи использовались для аварийного оповещения горнорабочих. В XXI веке в промышленной эксплуатации на горнодобывающих предприятиях России, Казахстана, Белоруссии находятся около сотни комплексов подземной радиосвязи и их число непрерывно увеличивается.
В середине 1990-х Дэвид Ригор работал над подземным радаром, способным искать полезные ископаемые в глубине земли, и задумался над способами передачи информации через толщу земли. Он установил, что радиоволны с частотой в несколько килогерц хорошо проходят сквозь горные породы (в том числе и скалы) на расстояние в 100—150 метров. Была создана приёмопередающая система, которая успешно прошла испытания в 2003 году. Американская компания Vital Alert Communication получила от автора права на серийный выпуск «подземного радио».
На сайте компании Vital Alert представлено описание устройства под названием Canary Talk Through-The-Earth Communications System, предназначенного для передачи голоса или данных между двумя подземными пунктами либо между подземным и наземным пунктом. Устройство использует частоты от 2 до 8 кГц для передачи данных на расстояние до 200 метров. При передаче используется метод мультиплексирования с разделением по времени для обеспечения полностью двусторонней связи с минимальными задержками передачи. Предполагается использование устройства для связи в шахтах, метро, тоннелях. 
В 2009 году компанией Vital Alert было получено 2,5 млн долларов на разработку и коммерциализацию систем связи.